# La dona de Txaikovski
La dona de Txaikovski (rus: Жена Чайковского; transcrit com a Jena Txaikovskogo) és una pel·lícula dramàtica biogràfica russa del 2022 escrita i dirigida per Kiril Serébrennikov, protagonitzada per Aliona Mikhàilova i Odin Biron. La pel·lícula va participar en el programa de competició del Festival de Canes de 2022. S'ha doblat i subtitulat al català.

## Premissa
Ambientada a l'Imperi Rus durant la segona meitat del segle xix, la pel·lícula tracta sobre l'esposa del compositor Piotr Ilitx Txaikovski. No pot acceptar l'homosexualitat del seu marit i, com a resultat, perd gradualment el control.